# Lemyrea utilis
Lemyrea utilis là một loài thực vật có hoa trong họ Thiến thảo. Loài này được (A.Chev.) A.Chev. & Beille mô tả khoa học đầu tiên năm 1939.